# Bob-Weltmeisterschaft 1953
Die 13. Bob-Weltmeisterschaft wurde am 24. und 25. Januar im Zweierbob und am 1. Februar 1953 im Viererbob auf der Bobbahn der Olympischen Winterspiele von 1936 im bundesdeutschen Garmisch-Partenkirchen im Rahmen der sogenannten Garmischer Sportwoche ausgetragen. Die Weltmeisterschaft wurde vom tödlichen Unglück des Schweizer Felix Endrich überschattet. Nachdem er im Zweierbob noch die Goldmedaille gewonnen hatte, starb er eine Woche später nach einer Spurfahrt für den Viererbobwettbewerb.

## Vorgeschichte
Nach dem Ausgang der Olympischen Viererbob-Konkurrenz im norwegischen Oslo am 22. Februar trat im Anschluss daran der Internationale Bobverband FIBT zusammen, um die nächsten zwei Bob-Weltmeisterschaften zu vergeben. Wohl auch unter dem Eindruck der deutschen Erfolge bei den letzten Weltmeisterschaften in Alpe d`Huez und ganz aktuell durch das Doppelgold von Andreas Ostler wurden die Weltmeisterschaften für 1953 an den Austragungsort der Olympischen Winterspiele von 1936, Garmisch-Partenkirchen, vergeben. Die dortige Bobbahn war zu diesem Zeitpunkt weltweit eine der wenigen dauerhaft angelegten und gut erhaltenen Bobbahnen. Mit der geografischen Lage im Alpenraum war sie zudem für die meisten Bobnationen kein weit entferntes Reiseziel. Nicht zu unterschätzen war außerdem die damalige Präsenz der amerikanischen Besatzungstruppen in Garmisch, aus deren Reihen sich auch teilweise Bobfahrer rekrutierten. Die Passauer Neue Presse sprach sogar vom Lake Placid am Rießersee. Mit dem FIBT-Vizepräsidenten und Präsidenten des amerikanischen Bobverbandes Donna Fox hatten die Veranstalter in Garmisch einen mächtigen Fürsprecher, da die amerikanischen Bobs auch regelmäßig in Garmisch trainierten. Außerdem war die Bobbahn in Bayern eine der wenigen weltweit, die Anfang der 1950er Jahre überhaupt betrieben wurde.

## Reglementänderungen
Auf der gleichen Tagung Ende Februar in Oslo beschloss die FIBT aber auch eine weitreichende Änderung des Reglements. Ausschlaggebend dafür waren die immer höhere Gewichten der Bobfahrer, die damit die Bobs schneller machen wollten. Ihren Höhepunkt erfuhr diese Entwicklung in der Olympischen Viererbobkonkurrenz, als Andreas Ostler nach unbefriedigenden Trainingszeiten seine Bobbesatzung vor allem nach Gewichtsaspekten völlig neu zusammenstellte und damit letztlich noch Olympiasieger wurde. Der FIBT-Präsident Graf e la Fregeoliere nannte daher den Wettbewerb in Oslo auch despektierlich Fleischrennen, da vor allem der deutsche Bob mit Steuermann Ostler, aber auch die amerikanischen Bobs bald an die 500 kg auf die Waage brachten. Nunmehr wurde erstmals ein Höchstgewicht für beide Bobklassen eingeführt. So durften in der Zweierbobkonkurrenz die Fahrer inklusive Kleidung zusammen nur noch 200 Kilogramm auf die Waage bringen, im Viererbob waren es dementsprechend 400 Kilogramm. Dies veranlasste Andreas Ostler kurz darauf in einem Interview zu der Aussage, dass er sein letztes internationales Rennen gefahren sei, da er alleine schon 106 Kilogramm wiegen würde. Während er für sich noch Möglichkeiten der Gewichtsreduzierung sah, hielt er dies für den seinerzeit circa 130 kg wiegenden Bremser Lorenz Nieberl für unmöglich. Da Ostler aber ohne Nieberl nicht fahren wollte, stand zu diesem Zeitpunkt ein Rücktritt Ostlers im Raum. Zu Beginn der neuen Wintersportsaison mit den Weltmeisterschaften auf der einheimischen Bobbahn hatten sich allerdings die Wogen geglättet. Dennoch hatte die Gewichtsreglemtierung ihre Auswirkungen. Das erfolgreiche Duo Ostler/Nieberl musste sich trennen und beide suchten sich neue Partner. Nach einer Einschätzung des Schweizer Athleten Fritz Feierabend, die er in der NZZ veröffentlichte, gehörten für ihn trotz der Reglementänderung die amerikanischen, deutschen und schweizerischen Bobs zu den Titelfavoriten. Dabei gab er gleichzeitig bekannt, dass er in der Viererbob-Konkurrenz nicht antreten würde.

## Zweierbob
Zu Beginn der Trainingsphase vor der WM zeigte sich das neu gebildete Duo Andreas Ostler/Franz Kemser in guter Form. Eine Woche zuvor hatten die beiden bereits die Deutsche Meisterschaft im Zweierbob gewinnen können. Bei den angesetzten Pflichttrainings kam auch das deutsche Duo Theodor Kitt/Ludwig Nieberl immer besser zurecht und fuhr im dritten Pflichttraining neuen Bahnrekord. Neben dem gesetzten Duo Ostler/Kemser setzten sich die Münchner Kitt/Nieberl somit im internen Wettstreit gegen die Riesserseer Winkler/Terne durch.
Im Wettkampf konnten Ostler/Kemser zunächst ihre guten Trainingsergebnisse bestätigen und führten mit einem Vorsprung von über anderthalb Sekunden vor den Schweizern Endrich/Stöckli. Das zweite deutsche Duo Kitt/Nieberl rechtfertigte seine Nominierung und lag zur Halbzeit auf einem nicht unbedingt erwarteten Bronzeplatz und hatte durchaus noch Chancen auf Silber. Enttäuscht zeigten sich bereits am ersten Tag die Amerikaner, bei denen vor allem der zweifache Weltmeister und olympische Medaillengewinner Stanley Benham zu keiner Zeit in dem Kampf um die Medaillen eingreifen konnte. Grund war vor allem ein neuer Schweizer Schlitten, mit dem der Mitfavorit aber überhaupt nicht zurechtkam. Da er seinen alten Schlitten gegenüber den deutschen Bobs nicht mehr für konkurrenzfähig hielt, hatte er sich zu diesem Schritt entschieden. Hinzu kam im ersten Lauf die ungünstige Startnummer 1, wodurch der Bob in die noch unpolierte Bahn fuhr. Am zweiten Wettkampftag fiel im dritten Lauf bereits eine Vorentscheidung, als Ostler/Kemser ihren ganzen Vorsprung einbüßten und nun plötzlich Endrich/Stöckli mit 2 Hundertsteln vorn lagen. Selbst Bob Deutschland II war schneller als Ostler/Kemser. Auch im vierten Lauf fuhren Ostler/Kemser nur die drittbeste Zeit, wenngleich die Abstände diesmal geringer ausfielen. Damit war die Überraschung perfekt: das neu zusammengestellte Bobletteam Endrich/Stöckli bezwang den favorisierten Doppelolympiasieger und -weltmeister Andreas Ostler mit seinem neuen Bremser Kemser vor heimischer Kulisse.
| Platz | Land   | Sportler                          | 1. Lauf | 2. Lauf | 1. Tag  | 3. Lauf | 4. Lauf | Gesamt  |
| ----- | ------ | --------------------------------- | ------- | ------- | ------- | ------- | ------- | ------- |
| 1     | SUI I  | Felix Endrich Fritz Stöckli       | 1:15,50 | 1:15,44 | 2:30,94 | 1:15,10 | 1:15,86 | 5:01,90 |
| 2     | FRG I  | Andreas Ostler Franz Kemser       | 1:14,57 | 1:14,97 | 2:29,54 | 1:16,52 | 1:16,11 | 5:02,17 |
| 3     | FRG II | Theodor Kitt Lorenz Nieberl       | 1:15,51 | 1:15,74 | 2:31,25 | 1:16,10 | 1:16,05 | 5:03,38 |
| 4     | SUI II | Fritz Feierabend André Filippini  | 1:16,13 | 1:16,00 | 2:32,13 | 1:16,57 | 1:16,87 | 5:05,57 |
| 5     | FRA I  | André Robin Henry Rievière        | 1:16,29 | 1:16,02 | 2:32,31 | 1:17,52 | 1:17,85 | 5:07,68 |
| 6     | SWE II | Gunnar Åhs Felix Fernström        |         |         |         |         |         | 5:10,56 |
| 7     | USA II | Lloyd Johnson Piet Biesiadecki    | 1:17,86 | 1:19,00 | 2:36,86 | 1:19,05 | 1:18,38 | 5:14,29 |
| 8     | ITA I  | Sergio Zardini Raffaele Manardi   |         |         |         |         |         | 5:14,66 |
| 9     | USA I  | Stanley Benham Jim Atkinson       | 1:18,97 | 1:18,52 | 2:37,49 | 1:18,68 | 1:18,67 | 5:15,02 |
| 10    | SWE I  | Olle Axelsson ?                   |         |         |         |         |         | 5:15,15 |
| 10    | NOR I  | Erik Tandberg Trygve Brudevold    |         |         |         |         |         | 5:15,15 |
| 12    | BEL I  | Marcel Leclef Albertus Casteleyns |         |         |         |         |         | 5:15,26 |
| 13    | ITA II | ?                                 |         |         |         |         |         | 5:15,67 |
| 14    | AUT I  | ?                                 |         |         |         |         |         | 5:17,65 |
| 15    | GBR II | ?                                 |         |         |         |         |         | 5:22,28 |
| 16    | GBR I  | ?                                 |         |         |         |         |         | 5:26,28 |
| 17    | FRA II | ?                                 |         |         |         |         |         | 5:31,04 |
| 18    | BEL II | ?                                 |         |         |         |         |         | 5:37,59 |

## Tragödie um Felix Endrich
Einige Tage nach seinem gerade errungenem Weltmeistertitel verunglückte der Schweizer während einer sogenannten Spurfahrt vor Beginn des ersten Laufes in der Viererbob-Konkurrenz tödlich. Auf der durch starke Frosttemperaturen glasharten Bobbahn fuhr Endrich die sogenannte Bayernkurve sehr steil an und schoss bereits im ersten Drittel der Kurve fast im 90°-Winkel zum Bahnverlauf aus der Bahn. Der Bob streifte mehrere Fahnenmasten und zerschellte an einem Baum. Nach dem ärztlichen Befund starb Endrich an einem Schädelbasisbruch und einem Bruch des Halswirbels. Der Mitfahrer Albert Gartmann erlitt einen Schulterbruch sowie schwere Verstauchungen und Prellungen, Mitfahrer René Heiland trug einen komplizierten Schienbeinbruch sowie ebenso Verstauchungen und Prellungen davon. Bremser Fritz Stöckli wurde bereits beim Flug des Bobs herausgeschleudert und landete auf dem Zeltplanenverdeck eines Jeeps. Er kam mit einem Schock und Prellungen davon. Eine besonders dramatische Note bekam der tödliche Unfall, da die Braut des erst im Dezember 1952 frisch verheirateten Endrichs an der Bahn war und den Unfall wohl auch beobachtete. Der Wettbewerb wurde daraufhin zunächst unterbrochen und die für den 31. Januar geplanten zwei Läufe abgesagt. Die Jury entschied, die WM in nur zwei Wertungsläufen am 1. Februar auszutragen.

## Viererbob
Nach dem tödlichen Unglück von Felix Endrich trat die Besatzung des zweiten Schweizer Bobs um Pilot Franz Kapus nicht an. Nach dem ersten von nur noch zwei Läufen sah die Rangfolge recht erwartungsgemäß aus. Die zwei deutschen Bobs führten vor einem amerikanischen Bob. Dennoch gab es dabei einige Neuheiten. Aufgrund des neuen Gewichtsreglements musste Andreas Ostler seinen Viererbob neu zusammenstellen. Nunmehr gehörten die bei Olympia noch ausgebooteten Heinz Wendlinger und Johann Hohenester zum Ostler-Bob, dazu kam mit Rudi Erben auch ein neuer Bremser. Den zweiten Bob steuerte der bis dahin eher unbekannte frühere Motorradfahrer Hans Rösch, in seinem Team startete nun mit Michael Pössinger ein ehemaliges Mitglied des Ostler-Vierers. Die eigentliche Überraschung war aber der auf Platz drei liegende Bob USA II mit Pilot Lloyd Johnson. Anders als der dort vorn erwartete Mitfavorit Stan Benham lag Johnson nach dem ersten Lauf nur eine knappe halbe Sekunde hinter Ostler und nur zwei Hundertstel hinter dem Silberplatz. Allerdings zeigte sich durch das neue Gewichtsreglement eine neue Ausgeglichenheit. Auch der nach dem ersten Lauf auf Platz sechs liegende Benham hatte mit einer halben Sekunde Rückstand auf Platz 3 noch eine reelle Medaillenchance. Allerdings war er durch eine Verletzung, die er sich in einem Trainingslauf zugezogen hatte und für eine steife Schulter und einen steifen Rücken sorgte, gehandicapt und konnte im zweiten Lauf nicht mehr in die Medaillenvergabe eingreifen. Teamkollege Johnson schockte die Konkurrenz im zweiten Lauf mit einer Zeit von 1:13,53 jedoch deutlich. Ostler verlor über acht Zehntel auf Johnson und musste so dem Amerikaner den sicher geglaubten Weltmeistertitel überlassen. Für eine zweite Überraschung sorgte der Bob Schweden I mit Pilot Kjell Holström, der die zweitschnellste Zeit fuhr und am Ende zeitgleich mit dem Bob von Hans Rösch die Bronzemedaille gewann.
| Platz | Land   | Sportler                                                         | 1. Lauf | 2. Lauf | Gesamt  |
| ----- | ------ | ---------------------------------------------------------------- | ------- | ------- | ------- |
| 1     | USA II | Lloyd Johnson, Piet Biesiadecki, Hubert Miller, Joseph Smith     | 1:15,26 | 1:13,53 | 2:28,79 |
| 2     | FRG I  | Andreas Ostler, Heinz Wendlinger, Hans Hohenester, Rudi Erben    | 1:14,77 | 1:14,36 | 2:29,13 |
| 3     | SWE I  | Kjell Holström, Walter Aronsson, Nils Landgren, Jan Lapidoth     | 1:15,70 | 1:13,70 | 2:29,40 |
| 3     | FRG II | Hans Rösch, Michael Pössinger, Dix Terne, Sylvester Wackerle     | 1:15,24 | 1:14,16 | 2:29,40 |
| 5     | AUT I  |                                                                  | 1:15,63 | 1:14,28 | 2:29,91 |
| 6     | USA I  | Stanley Benham, Jim Stearns, Maurice R. Severino, James Atkinson | 1:15,78 | 1:14,95 | 2:30,73 |
| 7     | FRA I  |                                                                  |         |         | 2:30,90 |
| 8     | AUT II |                                                                  |         |         | 2:31,58 |
| 9     | ITA I  |                                                                  |         |         | 2:32,80 |
| 10    | ITA II |                                                                  |         |         | 2:32,83 |

## Medaillenspiegel
| Platz | Land               | Gold | Silber | Bronze | Gesamt |
| ----- | ------------------ | ---- | ------ | ------ | ------ |
| 1     | Vereinigte Staaten | 1    | 0      | 0      | 1      |
| 1     | Schweiz            | 1    | 0      | 0      | 1      |
| 3     | BR Deutschland     | 0    | 2      | 2      | 4      |
| 4     | Schweden           | 0    | 0      | 1      | 1      |